# Worthley Peak
Worthley Peak är en bergstopp i Antarktis. Den ligger i Östantarktis. Nya Zeeland gör anspråk på området. Toppen på Worthley Peak är 840 meter över havet, eller 511 meter över den omgivande terrängen. Bredden vid basen är 3,3 km.
Terrängen runt Worthley Peak är varierad. Trakten är obefolkad. Det finns inga samhällen i närheten.